# GP van Groot-Brittannië MX1 2006
De Grote Prijs van Groot-Brittannië 2006 in de MX1-klasse motorcross werd gehouden op 18 juni 2006 op het circuit van Matterley Basin in Winchester. Het was de achtste Grote Prijs van het wereldkampioenschap.
- Stefan Everts won opnieuw allebei de reeksen; maar in de tweede reeks maakte hij na enkele ronden, toen hij aan de leiding reed, een stuurfout en moest in vijfde positie verder. Enkele ronden verder reed hij echter al opnieuw aan de leiding. Dit maakte 8 op 8 GP-overwinningen voor Everts in het kampioenschap; zijn totaal aantal GP-overwinningen kwam daarmee op 95.
- Joshua Coppins maakte zijn rentree na meer dan twee maanden afwezigheid vanwege een schouderkwetsuur. Hij kon beslag leggen op een podiumplaats.
- Brian Jørgensen kon niet deelnemen na een val in de trainingen.

## Uitslag eerste reeks
| Plaats | Naam                  | Land |
| ------ | --------------------- | ---- |
| 1      | Stefan Everts         | BEL  |
| 2      | Ken De Dycker         | BEL  |
| 3      | Joshua Coppins        | NZL  |
| 4      | Kevin Strijbos        | BEL  |
| 5      | Cédric Melotte        | BEL  |
| 6      | Tanel Leok            | EST  |
| 7      | Gordon Crockard       | IRL  |
| 8      | Francisco García Vico | ESP  |
| 9      | Pascal Leuret         | FRA  |
| 10     | Julien Bill           | SUI  |

## Uitslag tweede reeks
| Plaats | Naam                  | Land |
| ------ | --------------------- | ---- |
| 1      | Stefan Everts         | BEL  |
| 2      | Kevin Strijbos        | BEL  |
| 3      | Steve Ramon           | BEL  |
| 4      | Tanel Leok            | EST  |
| 5      | Joshua Coppins        | NZL  |
| 6      | Jonathan Barragán     | ESP  |
| 7      | Ken De Dycker         | BEL  |
| 8      | Cédric Melotte        | BEL  |
| 9      | Marvin Van Daele      | BEL  |
| 10     | Francisco García Vico | ESP  |

## Eindstand Grote Prijs
| Plaats | Naam                  | Land | Punten |
| ------ | --------------------- | ---- | ------ |
| 1      | Stefan Everts         | BEL  | 50     |
| 2      | Kevin Strijbos        | BEL  | 40     |
| 3      | Joshua Coppins        | NZL  | 36     |
| 4      | Ken De Dycker         | BEL  | 36     |
| 5      | Tanel Leok            | EST  | 33     |
| 6      | Cédric Melotte        | BEL  | 29     |
| 7      | Steve Ramon           | BEL  | 27     |
| 8      | Jonathan Barragán     | ESP  | 24     |
| 9      | Francisco García Vico | ESP  | 24     |
| 10     | James Noble           | GBR  | 19     |
| 11     | Julien Bill           | SUI  | 19     |

## Tussenstand wereldkampioenschap
| Plaats | Naam                  | Land | Punten |
| ------ | --------------------- | ---- | ------ |
| 1      | Stefan Everts         | BEL  | 392    |
| 2      | Kevin Strijbos        | BEL  | 293    |
| 3      | Tanel Leok            | EST  | 278    |
| 4      | Ken De Dycker         | BEL  | 267    |
| 5      | Steve Ramon           | BEL  | 254    |
| 6      | Jonathan Barragán     | ESP  | 190    |
| 7      | Pascal Leuret         | FRA  | 159    |
| 8      | Cédric Melotte        | BEL  | 147    |
| 9      | Francisco García Vico | ESP  | 139    |
| 10     | Manuel Priem          | BEL  | 136    |
| 11     | Julien Bill           | SUI  | 126    |
| 12     | Brian Jørgensen       | DEN  | 120    |
| 13     | Marvin Van Daele      | BEL  | 120    |
| 14     | James Noble           | GBR  | 108    |
| 15     | Sébastien Tortelli    | FRA  | 99     |
| 16     | Antti Pyrhönen        | FIN  | 94     |
| 17     | Danny Theybers        | BEL  | 78     |
| 18     | Gordon Crockard       | IRL  | 54     |
| 19     | Alex Salvini          | ITA  | 50     |
| 20     | Wyatt Avis            | RSA  | 46     |